# Soldiers Three; or, When Scotch Soldier Laddies Went in Swimming
Soldiers Three; or, When Scotch Soldier Laddies Went in Swimming è un cortometraggio muto del 1911 diretto da George D. Baker.

## Produzione
Il film fu prodotto dalla Vitagraph Company of America.

## Distribuzione
Distribuito dalla General Film Company, il film - un cortometraggio in una bobina - uscì nelle sale cinematografiche USA il 5 maggio 1911.